# Jaworowec
Jaworowec – wieś w centralnej Bułgarii. Znajduje się w Obwodzie Stara Zagora, w gminie Mygliż. Populacja liczy 7 mieszkańców. Znajduje się w górzystym terenie.